# Juan Drago
Juan Drago Gutiérrez (Rociana del Condado, Huelva, 1947 - 20 de diciembre de 2017) fue un poeta y escritor español.
Cofundador del Club de Escritores Onubenses y de sus colecciones poéticas Alazán-CEO, Cuadernos de Gerión y Cuadernos Atlánticos, así como del Certamen Internacional de Poesía “Odón Betanzos Palacios” y de la Fundación del mismo nombre, también de la revista Con dados de niebla y de los Cuadernos literarios La Placeta.

## Obra literaria
Autor de libros de poemas como:
- Cartas a nadie. Nueva York, 1968. Col. Mensaje
- De la luz en el agua. Huelva : Club de Escritores Onubenses, 1981. Reeditado en col. Estero, Huelva, 1984.
- Con un río en los brazos. Huelva, Club de Escritores Onubenses, 1984
- Ámbito de la diosa. Sevilla : Ediciones Alfar, 1986
- Cantos del llamado. Huelva : Diputación Provincial, 1990
- Orfeo encuentra el mar. Madrid : Huerga & Fierro, 2002
- Corona de silencio (selección de poemas). Huelva : La voz de Huelva, 1999. Col. Poetas onubenses contemporáneos
- Viajero de la luz. Sevilla : Ediciones Alfar, 2004
- Aires de Roma andaluza. Arie di Roma Andalusa (antología bilingüe, italiano-español), antología compartida con Juan Cobos Wilkins y José Antonio García. Traducción y edición de Mercedes Arriaga Flórez. Sevilla : Arcibel Editores, 2005.

Otras publicaciones:
- Diván de las mensajeras. Sevilla : Ediciones Alfar, 1994. Relato histórico sobre la pequeña y efímera taifa de la isla de Saltes
- Odón Betanzos Palacios: vida y obra. Nueva York, 1974. Estudio bio-bibliográfico del poeta de Rociana del Condado residente en Nueva York

## Premios
- finalista del Premio Mundial de Poesía Mística Fernando Rielo 1988, fallado en Naciones Unidas.
- Premio Michael Madhusudam a la creación literaria (Calcuta 1992).
- Premio Internacional de Literatura Antonio Machado (Colliure, 1999).[4]

### Otros reconocimientos
Cuenta con una calle en su honor en su pueblo natal, Rociana del Condado, nombrada como Poeta Juan Drago.